# Saint-Pouange
Saint-Pouange är en kommun i departementet Aube i regionen Grand Est (tidigare regionen Champagne-Ardenne) i nordöstra Frankrike. Kommunen ligger  i kantonen Bouilly som ligger i arrondissementet Troyes. År 2022 hade Saint-Pouange 1 000 invånare.

## Befolkningsutveckling
Antalet invånare i kommunen Saint-Pouange
Referens: INSEE